# Olukonda
Koordinaten: 17° 59′ S, 16° 1′ O
Olukonda ist eine Ansiedlung und Verwaltungssitz des gleichnamigen Wahlkreises in der Region Oshikoto im Norden von Namibia. Sie liegt bei Ondangwa, rund 245 km nordwestlich der Stadt Tsumeb und rund 215 km östlich von Ruacana.
Olukonda wurde im Jahre 1870 als eine der ersten Missionsstationen im Norden des Landes durch die Finnische Missionsgesellschaft (Nakambale) gegründet. Der aus Finnland stammende Missionar Martti Rautanen errichtete hier 1889 die erste Kirche und schrieb die erste Bibelübersetzung ins Ndonga. Der Ort galt für lange Zeit als die Hauptstadt Nordnamibias.